# Fort Bema

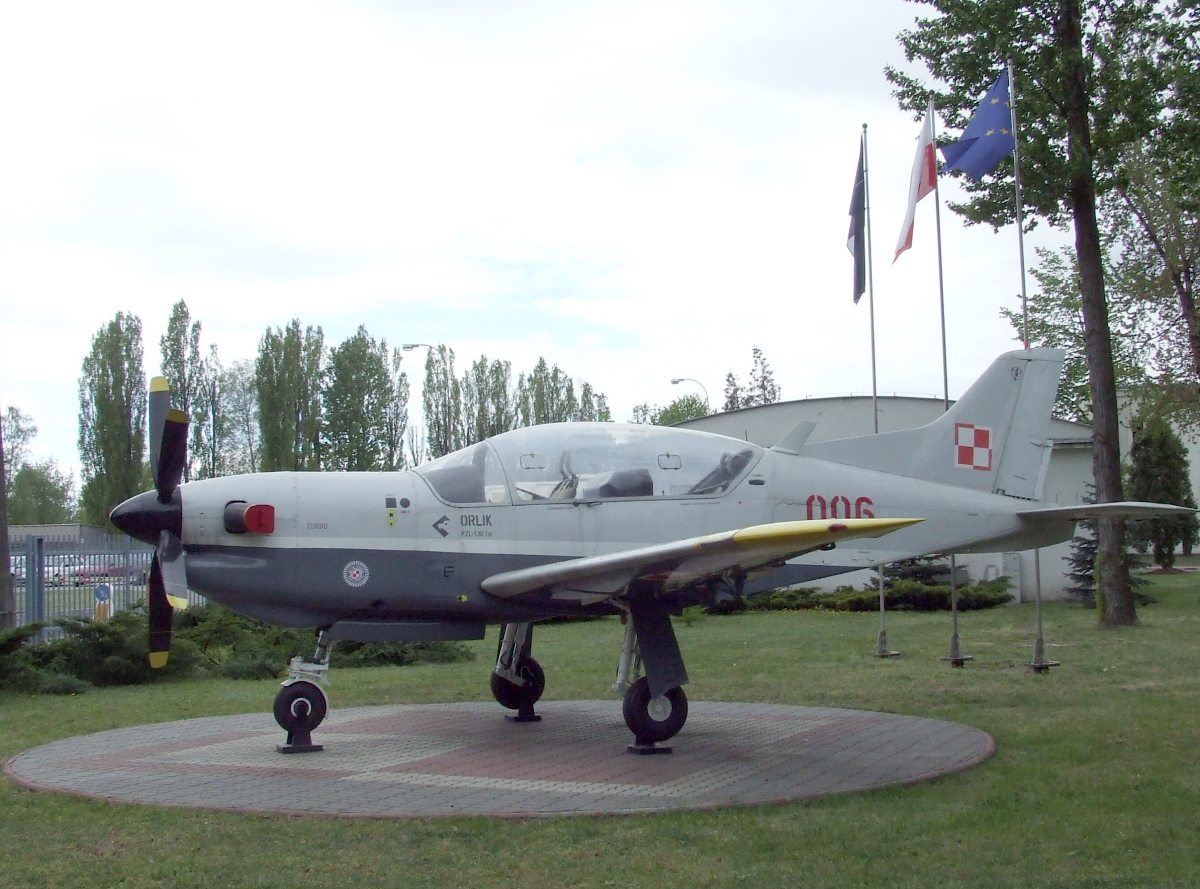
Samolot PZL-130TM Orlik Nr. 006 przed wejściem do ITWL

Fort Bema – osiedle i obszar MSI w dzielnicy Bemowo  w Warszawie. Nazwa pochodzi od znajdującego się na jego terenie dawnego fortu Twierdzy Warszawa.
Obszar MSI jest ograniczony ulicami: od północy ul. gen. Maczka, od zachodu ul. Powstańców Śląskich oraz linią przebiegającą wzdłuż dawnej granicy terenów wojskowych, od południowego wschodu granica przebiega wzdłuż Trasy Armii Krajowej oraz trasy ekspresowej S8, biegnącej zachodnim skrajem Lasku na Kole. Łączy funkcje mieszkaniowe (osiedla apartamentowców przy ul. Osmańczyka i Obrońców Tobruku), handlowe (centrum handlowe z hipermarketem) oraz rekreacyjne (ogródki działkowe, hale sportowe oraz teren zielony Fort Bema).

## Historia
Fort Bema, a właściwie fort „P“ (Parysów) powstał w latach 1886–1890 w ramach budowy drugiego (wewnętrznego) pierścienia fortów Twierdzy Warszawa. 31 stycznia 1909 roku wydano rozkaz likwidacji Twierdzy, ale wysadzono jedynie poternę i prochownię u styku prawego barku i czoła.
Nazwa Parysów pochodzi od wsi Parysów położonej na północ od fortu (do 1939 r. przy granicy Warszawy) – współcześnie jest to okolica ulicy gen. Maczka, przedłużenia ul. Powązkowskiej.
W 1921 fort Parysów przemianowano na fort Bema. W latach 1924–1939 mieściły się tam Warsztaty Zakładów Amunicyjnych Nr 1 zajmujące się elaboracją amunicji karabinowej i rekonstrukcją łusek artyleryjskich. W czasie II wojny światowej znajdowały się tam niemieckie magazyny wojskowe. Także po wojnie Wojsko Polskie zajęło fort. W latach 80. XX wieku część terenu fortu przekazano Wojskowemu Klubowi Sportowemu Legia Warszawa.
W 1999 zarząd nad terenem dawnego fortu przejęła gmina, a później dzielnica Bemowo. W 2002 przystąpiła ona do rewitalizacji terenu dawnego fortu. Wycięto część dzikiej roślinności, zbudowano nowe mosty nad uporządkowanymi fosami, wytyczono nowe alejki i ścieżki rowerowe, usypano groble obok zabytkowego mostu fortecznego, niemniej same wnętrza fortu są niewykorzystane. 
Na obszarze fortu powstały osiedla mieszkaniowe, jedno z nich ma w nazwie „Fort Bema”. Przy forcie działają jeszcze Wojskowe Zakłady Lotnicze, a w jednym z hangarów dawnego lotniska znajduje się hala sportowa. Działa tu też Instytut Techniczny Wojsk Lotniczych.